# Arenostola rufescens
Arenostola rufescens là một loài bướm đêm trong họ Noctuidae.